# Maciej Tomczak (polityk)
Maciej Tadeusz Tomczak (ur. 14 sierpnia 1952, zm. 20 sierpnia 2022 w Jerzmanowej) – polski działacz samorządowy, w latach 1984–1990 wiceprezydent, a w 1988 p.o. prezydenta Głogowa.

## Życiorys
Syn Tadeusza i Marii. Ukończył magisterskie studia inżynierskie. W latach 1984–1990 pełnił funkcję wiceprezydenta Głogowa, specjalizując się w zakresie gospodarki komunalnej i inwestycji. W 1988 przez kilka miesięcy pełnił funkcję prezydenta miasta po odwołaniu Mariana Borawskiego. W III RP zasiadał m.in. w radzie nadzorczej Głogowskiego Przedsiębiorstwa Komunalnego. Zajął się także prowadzeniem restauracji.
24 sierpnia 2022 pochowany na cmentarzu komunalnym w Głogowie.